# Новоберёзовка (Красноярский край)
 Новоберёзовка — село  в Идринском районе Красноярского края. Административный центр и единственный населенный пункт  Новоберёзовского сельсовета.

## География
Село находится примерно в 17 километрах по прямой на юг от районного центра села Идринское.

## Климат
Климат резко континентальный с холодной зимой и жарким летом, суровый, с большими годовыми и суточными амплитудами температуры. Максимальная высота снежного покрова 46 см. Среднемесячная температура января -21,1 ºС, июля +18,4 ºС. Продолжительность безморозного периода составляет 100 дней. Средняя дата последнего заморозка – 29 мая, первого заморозка – 7 сентября. Вегетационный период (с температурами выше +5ºС) длится 157 дней. Годовая сумма осадков составляет 387 мм, причем большая ее часть выпадает в теплый период года (81 % от годовой суммы).

## История
Село основано в 1887 году как засёлок Новая Березовка. Первыми поселенцами стали выходцы из села Берёзовки Нижегородской губернии. Затем сюда стали заселяться выходцы из Тамбовской и Полтавской губерний. В 1897 году появилась Михайловская церковь. В 1911 году в селе насчитывалось 116 дворов на 987 человек. В 1930 году был организован колхоз «Новая жизнь», позже переименованный в «Путь Сталина», из последнего был выделен колхоз «Ударник полей». Затем оба слились в колхоз  «40 лет Октября», просуществовавший до 90-х годов.

## Население
Постоянное население составляло 593 человек в 2002 году (88% русские),  449 в 2010.

## Инфраструктура
В селе действуют средняя школа, ФАП, отделение связи, дом культуры с библиотекой, работают три магазина. Работают несколько сельскохозяйственных предприятий.

## Достопримечательности
С 1997 года возобновила свою деятельность церковь Михаила Архангела — памятник деревянного зодчества краевого значения.